# Kuno Becker
Pour les articles homonymes, voir Becker.
Kuno Becker, né Eduardo Kuno Becker Paz le 14 janvier 1978 à Mexico au Mexique, est un acteur mexicain.

## Biographie
De par ses grands parents d'origine allemande, espagnole et mexicaine, Eduardo Kuno Becker Paz est né le 14 janvier 1978 à Mexico. À partir de l'âge de six ans, il étudie le violon au Mozarteum à Salzbourg en Autriche. À dix-sept ans, il choisit de devenir acteur. Il étudie les arts scéniques au Center for Artistic Education de la Televisa au Mexique.

## Carrière
La série Soñadoras l'a rendu célèbre dans toute l'Amérique latine et les États-Unis, il y joue le rôle d'un fils héritier richissime. Il a reçu le prix mexicain, le Heraldo ainsi que le Califas de oro, et a été élu deux fois meilleur jeune acteur par le magazine Eres.
Dans la trilogie Goal!, il incarne le très prometteur footballeur Santiago Muñez.

## Filmographie

### Films
- 1998 : La Primera Noche d'Alejandro Gamboa : Chavo golpeado
- 2003 : Lucía, Lucía (La Hija del Canibal) de Antonio Serrano : Adrián
- 2003 : Disparations (Imagining Argentina) de Christopher Hampton : Gustavo Santos
- 2005 : Once Upon a Wedding ou Isla Bella de Matia Karrell : Rogelio
- 2005 : Nomad de Sergei Bodrov et Ivan Passer : Mansur
- 2005 : Goal! - Naissance d'un prodige (Goal!) de Danny Cannon : Santiago Munez
- 2005 : English as a Second Language de Youssef Delara : Bolivar De La Cruz
- 2007 : Goal 2: La consécration (Goal II: Living the Dream) de Jaume Collet-Serra : Santiago Munez
- 2007 : Sex and breakfast de Miles Brandman de Miles Brandman : Ellis
- 2009 : Goal! 3 : Taking on the World (Goal! III) d'Andrew Morahan : Santiago Munez
- 2009 : Spoken Word de Victor Núñez : Cruz
- 2009 : From Mexico with Love de Jimmy Nickerson : Hector
- 2009 : Cabeza de buda de Salvador Garcini : Tomás
- 2010 : Te presento a Laura de Fez Noriega : Sebastián
- 2011 : From Prada to Nada d'Angel Garcia : Rodrigo Fuentes
- 2011 : La última muerte de David Ruiz : Christian
- 2011 : El Cartel de los sapos de Carlos Moreno : Damian
- 2013 : Espacio interior de Kai Parlange Tessmann : l'architecte

### Télévision

#### Séries télévisées
- 1996 : Para toda la vida : Eduardo
- 1997 : Te sigo amando : Humberto (saison 1, épisode 1)
- 1997 : Publo chico, infierno grande
- 1997 : El alma no tiene color : Juan José
- 1997 : Desencuentro : Davida Rivera
- 1997 : Pueblo chico, infierno grande : Hermilio Jaimez
- 1997-2001 : Mujer, casos de la vida real (4 épisodes)
- 1998 : ¿Qué nos pasa? (saison 1, épisode 14)
- 1998 : Rencor apasionado : Pablo Gallardo (saison 1, épisode 1)
- 1998 : Soñadoras : Ruben Berraizabal (saison 1, épisode 1)
- 1998 : Camila : Julio Galindo
- 1999-2000 : Mujeres engañadas : César Martínez (4 épisodes)
- 2001 : Primer amor... a mil por hora : León Baldomero Cano
- 2010 : Dr House : Ramon (saison 7, épisode 8)
- 2011 : The Defenders : Tony Velasco (5 épisodes)
- 2011-2012 : Les Experts : Miami (CSI: Miami) : Esteban Navarro (3 épisodes)
- 2013 : Dallas (Série TV)
- 2014-2015 : Hasta el fin del mundo : coureur automobile[1]

#### Téléfilms
- 2001 : Primer amor... tres años después : León Baldomero Cano

### Théâtre
- 1998 : Culpas prihibidas
- 1999 : En Roma el amor es broma